# Пролетарський (Адигея)
Пролетарський (рос. Пролетарский; адиг. Ермэл) — хутір Майкопського району Адигеї Росії. Входить до складу Кіровського сільського поселення.
Населення — 1064 особи (2015 рік).